# Cayetano Borso di Carminati
Cayetano Borso di Carminati González (València, 1900-1972) fou un arquitecte racionalista valencià.

## Biografia

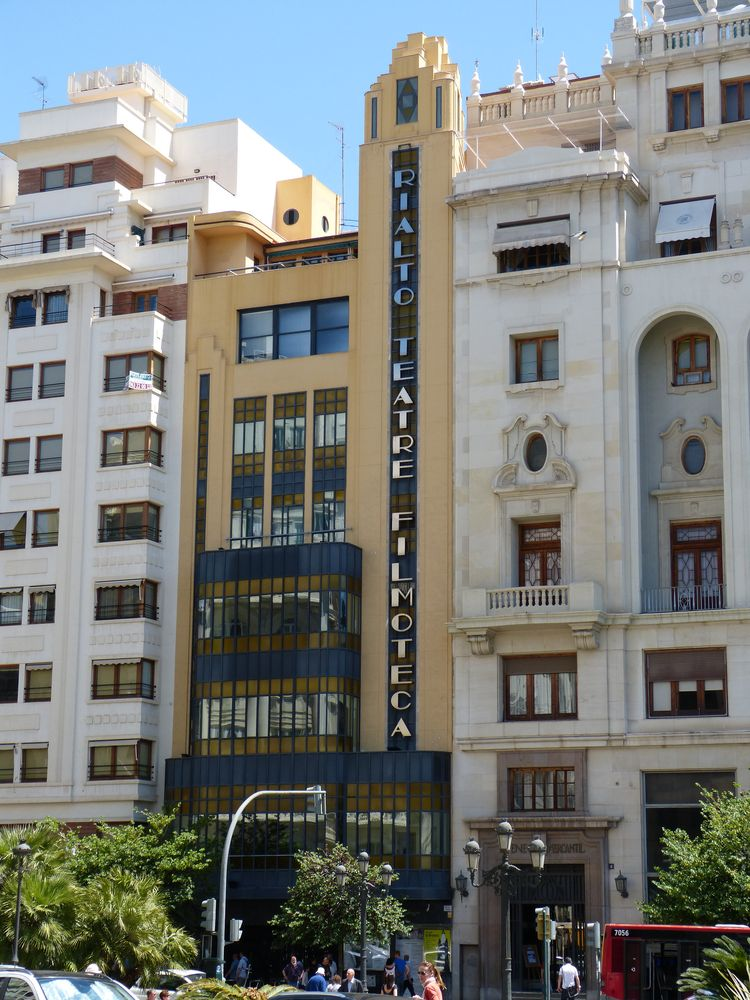
Edifici Rialto, València.

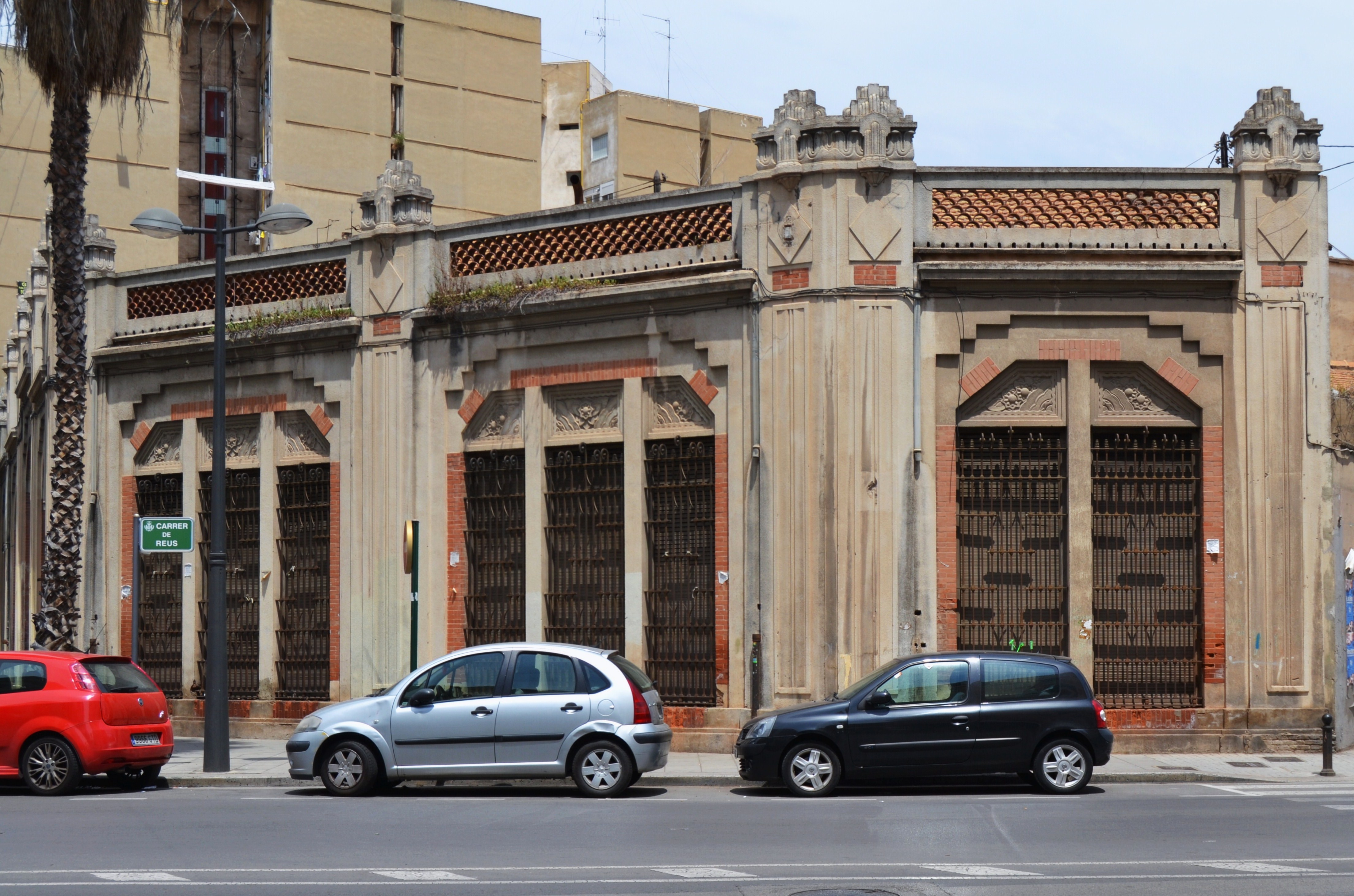
Fàbrica de Bombes Gens.

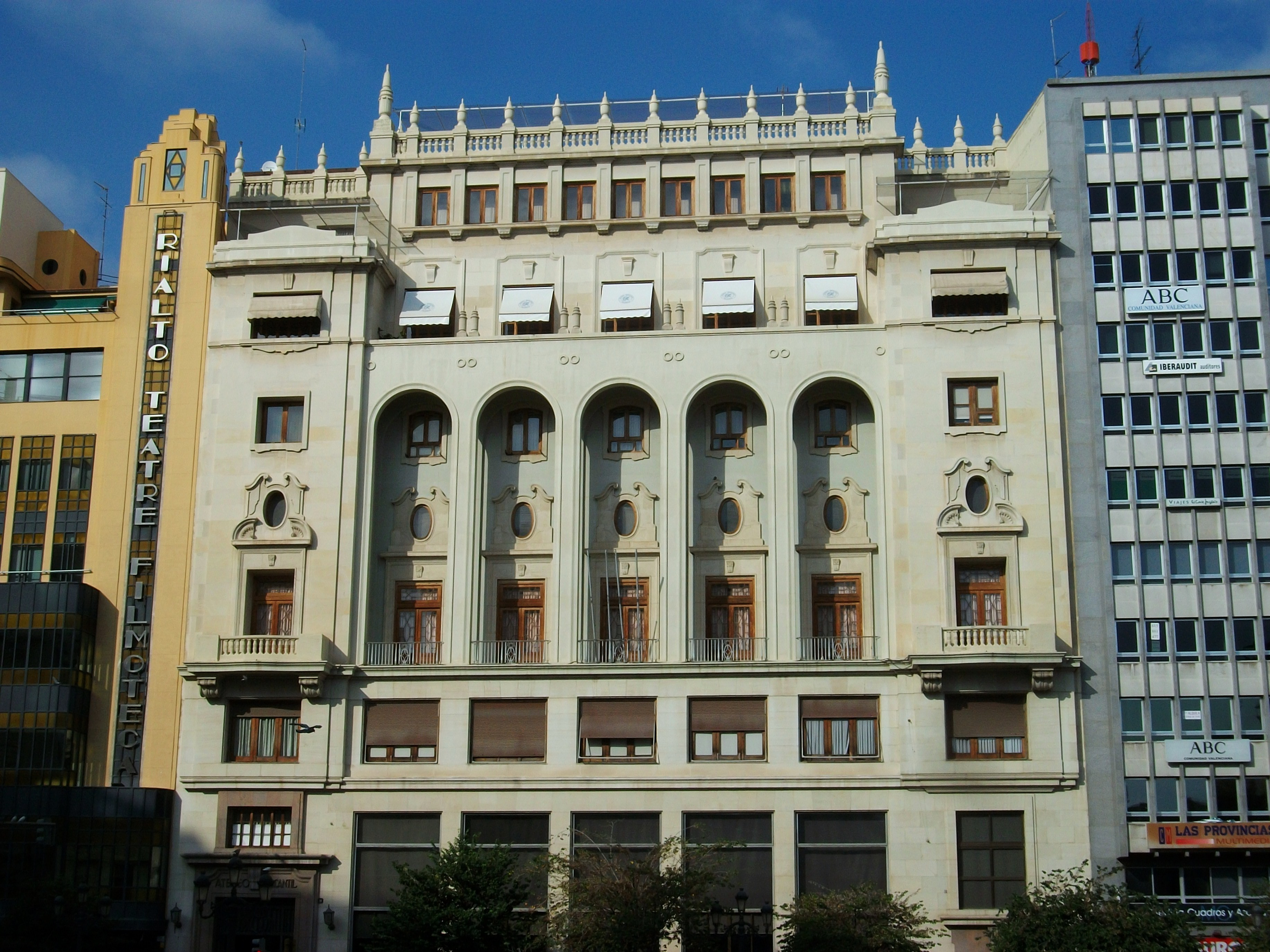
Edifici de l'Ateneu Mercantil de València.

Va nàixer el 1900 al si d'una família acomodada. En 1925 es titula a l'Escola d'Arquitectura de Barcelona, allí és alumne i amic d'Eusebi Bona. Compartirà estudis amb Raimon Duran i Reynals, Ricardo de Churruca o Germán Rodriguez Arias, tots ells successius membres del GATCPAC.
Borso va ser considerat un home audaç, liberal, apassionat i polemista inesgotable amb una reputació de persova avançada a la seua època. Les primeres obres que realitzà tenien un estil entre clàssic i folkloritzant, com es demostra al seu projecte del pavelló d'indústria de València per a l'Exposició Iberoamericana de Sevilla de 1929.
A banda d'això, formarà part dels arquitectes que col·laboren eventualment amb Xavier Goerlich (aleshores arquitecte municipal de València). Fruit d'aquesta col·laboració seran alguns edificis com el Barrachina (1929) a la Plaça de l'Ajuntament o l'edifici Navarro al carrer Xàtiva (1928). En aquestos combina un repertori decoratiu clàssic i casticista (pilastres, pinacles, frontons, volutes, etc.) amb detalls de l'Art Déco.
La introducció de la modernitat l'utilitzarà com un simple repertori decoratiu, depenent de l'ocasió, i només apareix en certes aportacions tipològiques (mesures higièniques o de racionalització dels edificis). Utilitzarà el llenguatge castís, més decoratiu i monumental, sobretot al centre de la ciutat (Edifici March, plaça de l'Ajuntament), però quan l'edifici siga més perifèric (Edifici Mascarell, carrer Cadis, 1931) farà ús d'un llenguatge més estilitzat, amb més elements decoratius provinents del déco, més modern en definitiva.

### Període 1930
Els anys 1932 i 1933 seran anys de poca feina, i el treball més important serà la direcció del projecte de les piscines de Les Arenes, obra del madrileny Luis Gutiérrez Soto. Aquesta col·labaració fou determinant en el rumb de les seues obres.
Això es reflectirà en els edificis que construirà posteriorment, per exemple a l'edifici García ja fa ús de volades corbes i cap ús del llenguatge clàssic. Al cine Rialto (1935), considerat una de les millors obres del període, desapareix completament la decoració aplicada i posa èmfasi en les masses i els volums escalonats. L'edifici s'inspira en models com l'edifici Carrión de Madrid o en el cine Universum de Berlín, farà ús del llenguatge déco i de la Wiener Werkstätte, del mur cortina en la façana principal i posterior, el remat de la torre recorda als gratacels americans i al Palau Stoclet de Hoffmann.
Continuarà aquesta manera de construir en els edificis González-Senabre (1935), Dasí (1935, ús expressiu de volades, terrasses i sortints). L'edifici Vizcaíno (1936) és la seua obra més peculiar. Construït en un solar irregular de tres façanes, destaca la seua torre cilíndrica de coronament escalonat, un joc de volums complex per les distintes volades de terrasses i miradors, i una absència total de decoració, tendint a la simplificació i l'elementarisme (trets que el fan l'edifici més pròxim a l'expressionisme europeu).

### Període posterior a la Guerra Civil
Durant la guerra Civil serà empresonat, i quan finalitze tornarà a exercir però amb un llenguatge canviat (neocasticista), Reprendrà l'activitat professional amb la direcció de les obres de l'Ateneu Mercantil de València (col·laborant amb Emili Artal).
Durant els anys 1945 al 1948 ocuparà un càrrec de regidor a l'Ajuntament de València i també exercirà d'arquitecte municipal de l'Alcúdia.
A la fi dels anys cinquanta reprendrà el llenguatge modern associat amb Rafael Contel (Edifici Stella Maris, 1958).

## Obres
- Edifici Navarro, 1928, Carrer Xàtiva, València.
- Edifici Barrachina, 1929, Plaça de l'ajuntament, València.
- Edifici Reyes de Anta-Barrio, 1929, Alacant.
- Fàbrica Bombas Gens, 1930, València.
- Grup Residencial Verge del Puig, 1930.
- Edifici March, 1930, Plaça de l'ajuntament.
- Edifici Rodríguez, carer Cotanda, València.
- Edifici Lassala, 1931, avinguda Maria Cristina, València.
- Edifici Mascarell, 1931, carrer Cadis, València.
- Edifici García, 1934, carrer doctor Zamenhoff, València.
- Edifici Rialto, 1935, Plaça de l'Ajuntament de valència.
- Edifici González-Senabre, 1935, Carrer Sant Vicent, València.
- Edifici Dasí, 1935, avinguda Maria Cristina, València.
- Edifici Vizcaíno, 1936, carrer Ribera, València.
- Edifici de l'Ateneu Mercantil de València, plaça de l'Ajuntament, València.
- Escoles Píes, 1954, carrer Misser Mascó, València.
- Grup de Renda Limitada Stella Maris, 1958, barri de Natzaret.